# Lekkoatletyka na Letnich Igrzyskach Olimpijskich 2012 – sztafeta 4 × 400 m mężczyzn
Sztafeta 4 × 400 metrów mężczyzn to druga sztafeta, w której rozdano medale w lekkoatletyce na Letnich Igrzyskach Olimpijskich w Londynie.
Dyscyplina rozpoczęła się 9 sierpnia o godzinie 11:35 czasu londyńskiego. Wtedy to rozegrano pierwszą rundę zawodów. Decydująca faza, która wyłoniła mistrza olimpijskiego odbyła się 10 sierpnia o godzinie 21:20 czasu londyńskiego. Zawody odbyły się na Stadionie Olimpijskim w Londynie.
Złoty medal zdobyli Bahamczycy, którzy ustanowili rekord swojego kraju (2:56,72).
| Poz. - pozycja |
| OR - rekord olimpijski \| NR - rekord krajowy \| PB - rekord życiowy \| =PB - wyrównany rekord życiowy \| SB - najlepszy wynik w sezonie \| =SB - wyrównany najlepszy wynik w sezonie |
| DNS - nie wystartował \| DNF - dyskwalifikacja za falstart |
| * wyniki podawane w minutach |

## Rekordy
W poniższej tabeli przedstawione są rekord świata i rekord olimpijski przed rozegraniem zawodów, tj. na 9 sierpnia 2012 roku.
| Rekord świata     | Stany Zjednoczone · (Andrew Valmon, Quincy Watts, Butch Reynolds, Michael Johnson)  | 2:54,29 | Stuttgart, Niemcy | 22 sierpnia 1993 |
| Rekord olimpijski | Stany Zjednoczone · (LaShawn Merritt, Angelo Taylor, David Neville, Jeremy Wariner) | 2:55,39 | Pekin, Chiny      | 23 sierpnia 2008 |

## Terminarz
| Data             | Godzina (UTC+1) | Wydarzenie |
| ---------------- | --------------- | ---------- |
| 9 sierpnia 2012  | 11:35           | Eliminacje |
| 10 sierpnia 2012 | 21:20           | Finał      |

## Przebieg zawodów

### Eliminacje
W pierwsze rundzie wystartowało 16 zespołów, które zostały zgłoszone do zawodów. Bezpośrednio do finałowej rundy awansowały trzy najlepsze ekipy (Q) oraz dwie drużyny z najlepszymi czasami, którzy zajęli miejsca gorsze niż trzecie (q).

#### Bieg 1
| Miejsce | Kraj              | Zawodnicy                                                                     | Czas    | Uwagi |
| ------- | ----------------- | ----------------------------------------------------------------------------- | ------- | ----- |
| 1       | Trynidad i Tobago | Lalonde Gordon, Jarrin Solomon, Ade Alleyne-Forte, Deon Lendore               | 3:00,38 | Q,    |
| 2       | Wielka Brytania   | Nigel Levine, Conrad Williams, Jack Green, Martyn Rooney                      | 3:00,38 | Q,    |
| 3       | Kuba              | William Collazo, Raidel Acea, Orestes Rodríguez, Omar Cisneros                | 3:00,55 | Q     |
| 4       | Belgia            | Nils Duerinck, Jonathan Borlée, Antoine Gillet, Kévin Borlée                  | 3:01,70 | q     |
| 5       | Polska            | Piotr Wiaderek, Marcin Marciniszyn, Michał Pietrzak, Kacper Kozłowski         | 3:02.86 |       |
| 6       | Niemcy            | Jonas Plass, Kamghe Gaba, Eric Krüger, Thomas Schneider                       | 3:03,50 |       |
| —       | Południowa Afryka | Shaun de Jager, Ofentse Mogawane, Oscar Pistorius, Willem de Beer             | —       | DNF*  |
| —       | Kenia             | Boniface Ontuga Mweresa, Vincent Mumo Kiilu, Boniface Mucheru, Alfas Kishoyan | —       | DQ    |

*Sztafeta RPA nie ukończyła biegu z powodu kontuzji jednego z zawodników, który ucierpiał w kolizji spowodowanej przez Kenijczyka. Sztafeta została dopuszczona do biegu finałowego.

#### Bieg 2
| Miejsce | Kraj              | Zawodnicy                                                             | Czas    | Uwagi |
| ------- | ----------------- | --------------------------------------------------------------------- | ------- | ----- |
| 1       | Bahamy            | Ramon Miller, Demetrius Pinder, Michael Mathieu, Chris Brown          | 2:58,87 | Q,    |
| 2       | Stany Zjednoczone | Manteo Mitchell, Joshua Mance, Tony McQuay, Bryshon Nellum            | 2:58,87 | Q,    |
| 3       | Rosja             | Maksim Dyłdin, Dienis Aleksiejew, Władimir Krasnow, Pawieł Trienichin | 3:02,01 | Q     |
| 4       | Wenezuela         | Arturo Ramírez, Alberto Aguilar, Albert Bravo, José Meléndez          | 3:02,62 | q     |
| 5       | Australia         | Steven Solomon, Ben Offereins, Brendan Cole, John Steffensen          | 3:03,17 |       |
| 6       | Japonia           | Kei Takase, Yūzō Kanemaru, Yoshihiro Azuma, Hiroyuki Nakano           | 3:03,86 |       |
| —       | Jamajka           | Dane Hyatt, Riker Hylton, Jermaine Gonzales, Errol Nolan              | —       | DNF   |
| —       | Dominikana        | Gustavo Cuesta, Félix Sánchez, Joel Mejía, Luguelín Santos            | —       | DQ    |

### Finał
| Miejsce | Tor | Kraj              | Zawodnicy                                                             | Czas    | Uwagi |
| ------- | --- | ----------------- | --------------------------------------------------------------------- | ------- | ----- |
|         | 4   | Bahamy            | Chris Brown, Demetrius Pinder, Michael Mathieu, Ramon Miller          | 2:56,72 | NR    |
|         | 7   | Stany Zjednoczone | Bryshon Nellum, Joshua Mance, Tony McQuay, Angelo Taylor              | 2:57,05 | SB    |
|         | 5   | Trynidad i Tobago | Lalonde Gordon, Jarrin Solomon, Ade Alleyne-Forte, Deon Lendore       | 2:59,40 | NR    |
| 4       | 6   | Wielka Brytania   | Conrad Williams, Jack Green, David Greene, Martyn Rooney              | 2:59,53 | SB    |
| 5       | 2   | Rosja             | Maksim Dyłdin, Dienis Aleksiejew, Władimir Krasnow, Pawieł Trienichin | 3:00,09 |       |
| 6       | 8   | Belgia            | Kévin Borlée, Antoine Gillet, Jonathan Borlée, Michael Bultheel       | 3:01,83 |       |
| 7       | 3   | Wenezuela         | Arturo Ramírez, Alberto Aguilar, Albert Bravo, Omar Longart           | 3:02,18 |       |
| 8       | 1   | Południowa Afryka | Shaun de Jager, Willem de Beer, Louis Jacob van Zyl, Oscar Pistorius  | 3:03,46 | SB    |
| -       | 9   | Kuba              | William Collazo, Raidel Acea, Orestes Rodríguez, Omar Cisneros        | DNF     |       |